# Moleiro-de-cauda-comprida

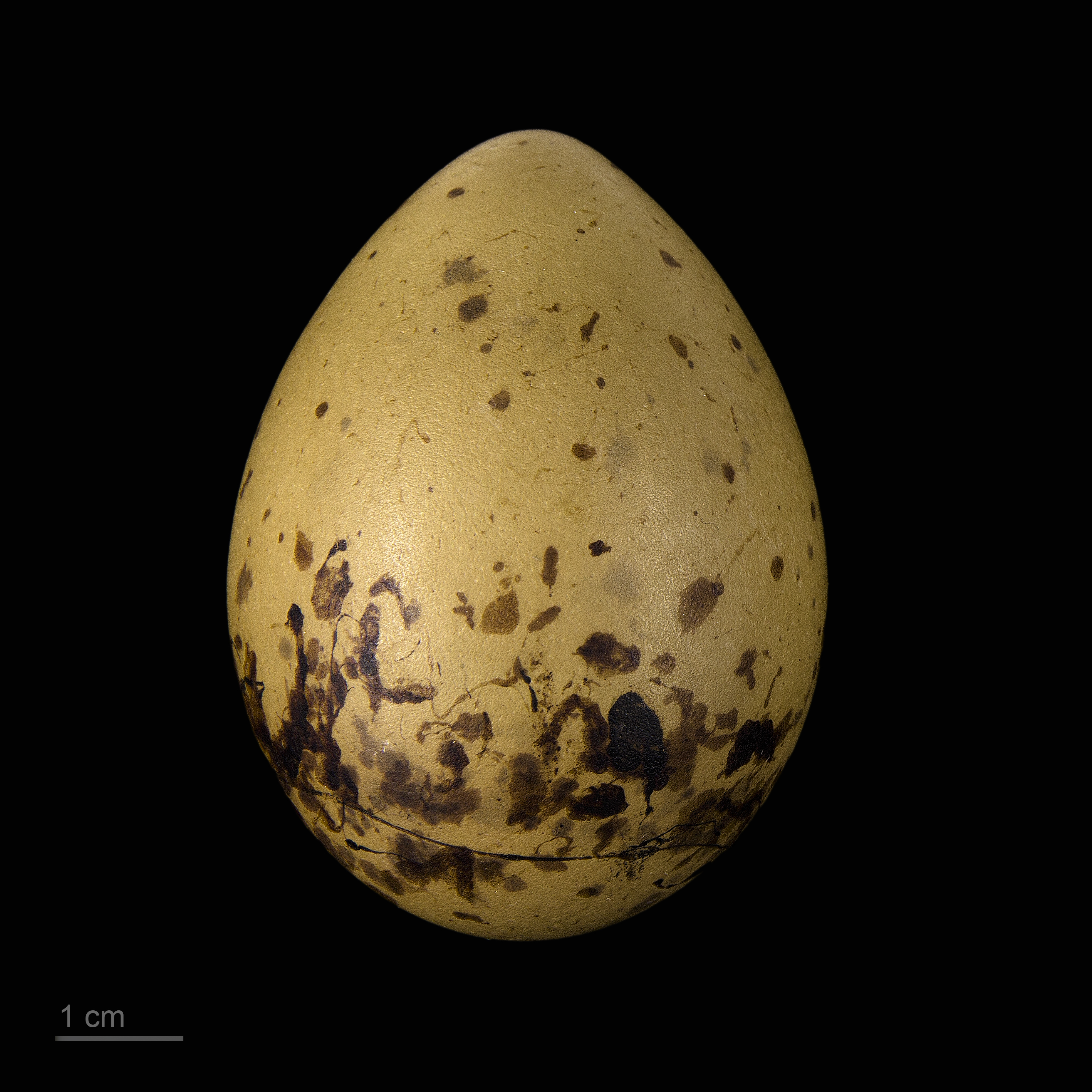
Stercorarius longicaudus - MHNT

O moleiro-de-cauda-comprida ou mandrião-de-cauda-comprida (Stercorarius longicaudus) é uma ave marinha pertencente à família Stercorariidae. É um pouco mais pequeno que os restantes moleiros, distinguindo-se, em plumagem nupcial, pela longa cauda.
Este moleiro nidifica no norte da Europa, na Gronelândia e no Árctico canadiano. Inverna nos oceanos do hemisfério sul. Nos seus movimentos migratórios passa habitualmente ao largo da costa portuguesa, mas raramente se aproxima de terra, apresentando hábitos mais pelágicos que os seus congéneres.

## Subespécies
São reconhecidas duas subespécies:
- Stercorarius longicaudus longicaudus (Vieillot, 1819) - norte da Escandinávia e Rússia. Inverna na América do Sul e no sul da África.
- Stercorarius longicaudus pallescens (Løppenthin, 1932) - ártico na América do Norte e na Sibéria. Inverna na América do Sul e no sul da África.